# Fredrik Bergström (seglare)
Carl Fredrik Bergström, född 9 juli 1990 i Onsala, är en svensk seglare som tävlar i tvåmansjolle-klassen 470. Han började segla i SS Kaparen, men har under största delen av sin karriär tävlat för Kungliga Svenska Segelsällskapet.
Bergström tävlade för Sverige vid olympiska sommarspelen 2016 i Rio de Janeiro, där han tillsammans med Anton Dahlberg slutade på sjätte plats i 470-klassen.
2011 blev Bergström juniorvärldsmästare i 470-klassen (tillsammans med Nicklas Dackhammar). 2017 tog Bergström silver vid 470-VM i Thessaloniki (tillsammans med Anton Dahlberg). Han tog guld ihop med Dahlberg i 470-klassen vid EM 2018 i Burgas, Bulgarien. 2019 förvarade de sitt EM-guld i 470-klassen. Under 2019 tog de även ett VM-brons i japanska Enoshima. I mars 2021 kom karriärens fullträff, då Bergström och Dahlberg blev världsmästare vid 470-VM i Vilamoura. Vid olympiska sommarspelen 2020 i Tokyo tog duon Bergström och Dahlberg silver i 470-klassen.
Bergström har blivit utsedd till Årets manliga seglare två gånger: 2011 (tillsammans med Nicklas Dackhammar) och 2017 (tillsammans med Anton Dahlberg). Han har även blivit utsedd till Årets seglare både 2018 och 2019 tillsammans med Anton Dahlberg.